# Dark rock
Dark rock (hay còn gọi là dark alternative) là một phong cách âm nhạc tự do (biến đổi về mức độ), nhìn chung thể hiện cùng tông nhạc và lời giống như gothic rock, alternative rock và heavy metal, nhưng không được coi là một nhánh phụ của bất kỳ thể loại nào trong số các thể loại trên.

## Đặc điểm
Âm nhạc của dark rock là sự hòa trộn của một loạt chất liệu và phong cách âm nhạc khác nhau, dù cho nét đặc trưng cơ bản của nó là lời ca buồn rầu lãng mạn, thường thiên về chủ đề tình yêu và cái chết, cùng với nền nhạc ám ảnh u ám. Dark rock sử dụng chất nhạc gothic rock và alternative rock nhiều hơn heavy metal, các nhạc phẩm dùng thêm âm sắc điện tử (đặc biệt kết hợp piano) nhưng không hoàn toàn loại bỏ chất metal.

Dave Thompson tóm lược sơ về dark rock trong cuốn sách The Dark Reign of Gothic Rock (tạm dịch: Sự cai trị u ám của Gothic Rock) như sau:
Nếu Dark Rock, Gothic Rock hay bất kỳ thể loại gì bạn gọi là rock có thể tóm gọn lại thành 1 cụm từ đơn giản bất kỳ nào đấy, thì đó là âm nhạc, cách tạo ra nó và chuyện về nó ta chẳng bao giờ biết được. Trong vòng hai mươi năm phát triển và cả hai thập kỷ tiền phát triển trước đó, điểm chung duy nhất chắc chắn là chủ nghĩa cá nhân cái mà bất kỳ nghệ sĩ nào, trong bất kỳ lĩnh vực nào cũng phải cố theo.